# Imma semicitra
Imma semicitra är en fjärilsart som beskrevs av Edward Meyrick 1937. Imma semicitra ingår i släktet Imma och familjen Immidae. Inga underarter finns listade i Catalogue of Life.